# Melinna denticulata
Melinna denticulata är en ringmaskart som beskrevs av Moore 1908. Melinna denticulata ingår i släktet Melinna och familjen Ampharetidae. Inga underarter finns listade i Catalogue of Life.